# 周光召
周光召（1929年5月15日—2024年8月17日），湖南长沙人，中国共产党、中华人民共和国政治人物，原副国级领导人，中国理论物理、粒子物理学家，為中国科学院院士。曾任第九屆全国人大常委会副委员长、中国科学院院长；是中国共产党第十二届至第十五届中央委员。

## 生平
1942年，周光召进入重庆南开中学学习。家庭的熏陶和老师的教育不断开拓着他的视野，养成了他独立思考而又踏实进取的精神。在数学老师唐秀颖先生的影响下，他特别喜爱数学课，独辟蹊径地解开一个又一个数学难题。
1946年初，周光召回到长沙，同年秋季考入清华大学先修班。1947年转入清华大学物理系。
1951年毕业于清华大学物理系，从师于著名理论物理学家彭桓武教授，进行基本粒子物理的研究，1952年加入中国共产党。1954年毕业于北京大学研究生院。1957年赴苏联莫斯科杜布纳联合原子核研究所工作，周光召两次获得联合原子核研究所的科研奖金。1958年在国际上首先提出粒子的螺旋态振幅，并且建立了相应的数学方法。他是世界公认的赝矢量流部分守恒定理的奠基人之一。参加领导了爆炸物理、辐射流力学、高温高压物理、计算力学等研究工作。在中国第一颗原子弹和氢弹的理论设计中作出贡献。

### 原子彈時期
1961年2月回国，历任二机部第九研究院理论研究所副所长、所长，二机部九局总工程师，中国科学院理论物理研究所研究员、副所长、所长。雖然出身資產階級，幸得何祚庥賞識，他向钱三强极力推荐周光召参加研制原子弹研究。後得到刘杰大方同意，1960年代初开始核武器的理论研究工作，领导并参与了爆炸物理、辐射流体力学、高温高压物理、二维流体力学、中子物理等多个领域的研究工作，取得了许多具有实际价值的重要成果，为核武器的理论设计奠定了基础，而当时在进行学术讨论的时候，民主空气十分浓厚，完全没有上下级关系，没有年纪大小的区别，任何人都可以畅所欲言。那时的领导干部非常重视科研人员，在一项决定做出之前，总是征询各方面专家的意见，才慎重作出结论，不是随意的。所以这些结论大部分是正确的。核武器进行过多次实验，几乎没有失败过，这也是世界上少有的现象，1964年获得国家自然科学奖一等奖。不過據他回憶，文革開始以后，就很多不正常，而且很好的领导干部遭到迫害致死，有科学家，也有工人。其中最惨的是吴际霖和李觉，「他们不过是为了打扫卫生把毛主席的像摘了下来。当时整个气氛都不好，抄家是十分厉害的。如果发现一张《人民日报》被压在箱子里，而那上面又有毛主席，家裡立刻就会被打成反革命。在那样紧张的政治环境里，有些人思想就不能集中，就容易出事故，一发生事故，就又被打成反革命。」周光召稱，当时是凭着一种责任感在那里工作，一方面聂帅还撐在那里做领导工作，将一些很好的传统挺了過去，所以就是那样恶劣的条件下，“两弹一星”的研制仍然取得了最后的成功。

### 高校重開教書
1979年8月，社會回歸穩定後，周光召重返理论物理研究领域，任中国科学院理论物理研究所研究员，在基本粒子和统计物理等方面均作出了相当的贡献。1984年4月任中国科学院副院长。1985年获两项国家科技进步奖特等奖。1986年6月，中国科学技术协会第三次全国代表大会在北京召开，选举产生第三届全国委员会。6月28日，第三届全国委员会第一次会议召开，推举其担任常务委员。1987年获中国科学院重大科技成果奖一等奖。1987年任美国国家科学院外籍院士，1987年1月到1997年7月任中国科学院院长。1992年当选为中国科学院学部委员会执行主席。1995年5月，中国科学技术协会第四次代表大会召开，并选举产生第四届全国委员会。5月27日，第四届全国委员会第一次会议召开，其被选为副主席。1996年6月到2006年5月任中国科学技术协会主席，1998年3月，第九届全国人大第一次会议上，他当选全国人民代表大会常务委员会副委员长。1998年12月获香港浸会大学荣誉理学博士学位。1999年9月与钱学森、钱三強、邓稼先等共23人一起获得两弹一星功勋奖章。
2001年6月，中国科学技术协会第六次全国代表大会召开，并选举其出任第六届全国委员会主席。2006年5月，中国科学技术协会第七次全国代表大会召开，选举产生第七届委员会，他当选为名誉主席。

### 逝世
2024年8月17日，周光召因病在北京逝世，享年95岁。同年8月23日，其遗体在北京市八宝山革命公墓火化。

## 著作
- 《Selected Papers of K. C. Chou》周光召文集英文版，杨振宁，李政道分别作序，出版社: World Scientific，出版时间:1985